# Ebsdorfergrund
Ebsdorfergrund est une municipalité allemande située dans l'arrondissement de Marbourg-Biedenkopf et dans le land de la Hesse. Elle se trouve au sud-est de Marbourg.

## Personnalités liées à la ville
- Isaac Rülf (1831-1902), rabbin né à Rauischholzhausen.

## Jumelages
La commune d'Ebsdorfergrund est jumelée avec :
- Bidford-on-Avon (Royaume-Uni) depuis 1980
- Liniewo (Pologne) depuis 1998